# Izzy Stradlin and the Ju Ju Hounds
Izzy Stradlin and the Ju Ju Hounds è il primo album solista di Izzy Stradlin, pubblicato nel 1992 per l'etichetta Geffen Records.

## Tracce
1. Somebody Knockin  (3:27)
2. Pressure Drop  (2:42) (Toots & the Maytals Cover)
3. Time Gone By  (3:47)
4. Shuffle it All  (6:20)
5. Bucket O'Trouble  (2:10)
6. Train Tracks  (4:27)
7. How Will It Go  (3:52)
8. Cuttin' the Rug  (5:02)
9. Take a Look at That Guy  (4:45)
10. Come on Now Inside  (6:58)
11. Morning Tea (traccia nascosta con inizio a 4:26 della traccia 10)

## Formazione
- Izzy Stradlin - voce, chitarra ritmica
- Rick Richards - chitarra solista
- Jimmy Ashhurst - basso
- Charlie "Chalo" Quintana - batteria